# Metalna veza
Metalna veza je veza između atoma metala. Osnovna privlačna sila koja djeluje između atoma metala uzrokovana je uzajamnim djelovanjem metalnih iona i zajedničkog elektronskog oblaka. Svi atomi su postali pozitivni ioni koje čvrsto veže jedan oblak delokaliziranih elektrona. Metalna veza nije usmjerena u prostoru.

## Teorija elektronskih vrpci
Preklapanjem orbitala metalnih iona koji se nalaze međusobno vrlo blizu nastaju molekulske orbitale koje nazivamo vrpce ili zone. Razlikuje se valentna i vodljiva vrpca. U valentnoj vrpci nalaze se valentni elektroni. Valentna vrpca sadrži energetske nivoe koji su popunjeni elektronima. Iznad nje se prostire vrpca bez elektrona – vodljiva vrpca. Vodljiva vrpca sadrži prazne energijske nivoe. Oni omogućuju elektronima da pod utjecajem vanjskog električnog polja poprime veći sadržaj energije i da putuju kroz kristal, pa metal provodi električnu struju. U metalima su valentna i vodljiva vrpca tako blizu (preklapaju se) da elektroni bez zapreke prelaze iz jedne u drugu.
Potrebna je zanemarivo mala energija za prijelaz elektrona iz valentne u vodljivu vrpcu. Udaljenost između valentne i vodljive vrpce nije kod svih elemenata jednaka. Kod metala su valentna i vodljiva vrpca vrlo blizu, pa energetska barijera (ΔE) za prijelaz elektrona gotovo i ne postoji. Povećanjem udaljenosti među vrpcama raste energetska barijera, pa je za prijelaz elektrona potrebna veća energija.
Tvari koje slabo provode električnu struju su poluvodiči (npr. silicij, germanij). Porastom temperature poneki elektron iz veze dobiva dovoljno energije za savladavanje energetske barijere i prelazi u vodljivu vrpcu. Osim o temperaturi vodljivost poluvodiča ovisi i o nazočnosti male količine drugih atoma u strukturi. Takve poluvodiče nazivamo poluvodiči s nečistoćama. Poluvodiči imaju veliku važnost u elektronici jer se rabe za proizvodnju elektroničkih elemenata (diode, tranzistori i sl.).
Tvari kod kojih postoji velika energetska barijera između valentne i vodljive vrpce nazivamo izolatori. Izolatori ne provode elektricitet. Tipična izolatorska svojstva imaju staklo, plastika i guma.

### Električna vodljivost i ostala svojstva metala
Metalna svojstva (sposobnost reflektiranja svjetlosti, dobra električna i toplinska vodljivost, sposobnost plastičnog oblikovanja, a katkad i feromagnetizam) potječu od metalne veze, s pozitivnim metalnim ionima između kojih se slobodno gibaju valentni elektroni i stvaraju elektronski oblak. Ako se električni napon dovede krajevima metalne žice, slobodni valentni elektroni se počnu gibati u određenom smjeru brzinom od oko 0,0001 m/s, i time nastaje tok električne struje. Električna vodljivost je dana s dvije veličine: gustoćom slobodnih elektrona i njihovom pokretljivošću.
Slobodno strujanje tzv. "delokaliziranih" elektrona "štiti" pozitivno nabijene jezgre iona od djelovanja međusobnih odbojnih elektrostatskih sila, a metalna veza nema karakter usmjerenosti. Pored toga, slobodni elektroni drže poput "ljepila" Coulombovim silama na okupu jezgre iona ispunjavajući prostor unutar kristalne rešetke metalnih iona.
Karakterističan sjaj metala posljedica je međudjelovanja delokaliziranih elektrona s upadnim svjetlom. Kovkost metala proizlazi iz neusmjerenosti metalne veze, što znači da se ona može lako raskidati na jednom i stvarati na drugom mjestu. Metali tvore gusto pakirane kristalne strukture zbog simetričnosti pozitivnih jezgri iona i težnji za što stabilnijim energetskim stanjem. Energije veze i temperature taljenja za pojedine metale mogu jako razlikovati. Tako je npr. energija veze za živu 68 kJ/mol, a za volfram 850 kJ/mol, dok odgovarajuće temperature taljenja iznose -39 i 3410 ºC.

## Osnove elektronske teorije metala
Za temperature koje nisu preniske vrijedi Franz – Wiedemannov zakon (1853.), koji ukazuje na povezanost električne i toplinske vodljivosti kod metala, što znači da nosioci električnog naboja (elektroni) uzrokuju i prijenos topline. Iz temperaturne ovisnosti električne vodljivosti slijedi da ioni rešetke ne mogu biti nosioci naboja u smislu njegovog prijenosa. Ostaju samo lako pokretljivi elektroni, koji utječu i na mnoga druga svojstva metala (npr. na Peltierov i Hallov efekt, termopotencijal itd.). Vodljivi elektroni utječu i na optička svojstva metala kao što su sjaj i indeks loma.
Koncem 19. stoljeća Drude i Lorentz smatraju da električna vodljivost metala ovisi o prisutnosti slobodnih elektrona koji se kreću cijelom njihovom unutrašnjošću. Njihova se zamisao, u bitnom, kasnije pokazala kao ispravna. Znamo, međutim, da elektroni mogu napustiti površinu metala samo pri visokim temperaturama, reda tisuću i više stupnjeva Kelvina, putem svojevrsnog “isparavanja”. To je bit elektronske emisije iz zagrijanih tijela. Slobodni elektroni su dakle vezani za ukupnost atoma u metalu, a ne za pojedinačne atome. Drugim riječima elektroni unutar metala zajednički su jezgrama (pozitivnim ionima) na sličan način kao u molekuli vodika. Ali za razliku od ovog primjera, u kojem su samo dvije jezgre i dva elektrona, metal (kapljevit ili čvrst) sadrži ogroman broj jezgara (ili točnije pozitivnih iona) i n puta veći broj valentnih elektrona (n = valencija, odn. nabojni broj ), koji se tijekom kondenzacije para metala oslobode i “neometano” kreću u prostornim granicama metala.

### Gibanje slobodnih elektrona u metalu
S gledišta elektronske teorije metala metalno tijelo, čvrsto ili kapljevito, sastoji se od pozitivnih iona "uronjenih" u sredinu slobodnih elektrona tzv. “elektronski plin”. Slobodni elektroni struje između pozitivnih iona, koji su nastali oslobađanjem valentnih elektrona, prema određenim zakonitostima. Oni također međusobno privlače i povezuju pozitivne ione zbog djelovanja Coulombovih sila.
Električna vodljivost metala kao posljedica oslobađanja valentnih elektrona i metalna veza, koju osiguravaju ti isti slobodni elektroni, dvije su strane medalje.
Kod pojedinačnih atoma, općenito gledajući, vezivanje elektrona na kationski ostatak tim je labavije, što je manji broj elektrona u vanjskoj ljusci. Ako je u vanjskoj ljusci samo jedan elektron, kao kod litija (natrija itd.), njega privlači pozitivni ostatak atoma jednak jedinici. Privlačna sila je u tom slučaju malena. Ako su u vanjskoj ljusci dva elektrona (berilij, magnezij itd.) pozitivni ioni imaju dvostruki naboj. Svaki od elektrona tada privlači jezgri dvostruko veća sila od one koja privlači jedini elektron u jednovalentnom atomu (pod valencijom se ovdje i dalje podrazumijeva nabojni broj). U trovalentnom atomu (aluminij itd.) su tri vanjska elektrona, pa je naboj kationskog ostatka tada tri puta veći nego u jednovalentnom atomu. Prirodno je dakle, da se s povećanjem broja elektrona (uz istovremeno povećanje naboja pozitivnog iona) privlačna sila “jezgre” prema elektronima povećava i polumjer orbitale smanjuje, što uzrokuje povećanje čvrstoće veze.
Tipični metal je jednovalentan. Njegov atom sadrži samo jedan elektron u vanjskoj ljusci. S porastom broja elektrona u vanjskoj ljusci povećava se i čvrstoća veze elektrona s “jezgrom". Zbog približavanja atoma otežavaju se uvjeti za oslobađanje elektrona, jer se promjeri vanjskih elektronskih ljuski smanjuju. Slikovito rečeno, metal se sastoji od pozitivnih iona koji “plivaju” u negativno nabijenoj kapljevini (“plinu”) slobodnih elektrona. Taj “elektronski plin” ne popunjava samo prostore između atoma, već djelomično prodire i unutar samih atoma. To temeljno načelo u znatnoj mjeri određuje i kristalnu građu čvrstog metala. Međusobno privlačenje pozitivnih iona posredstvom “elektronskog plina” ekvivalentno je vanjskom tlaku. U takvim uvjetima najpogodniji je kompaktan raspored atoma kubični plošno-centrirani ili heksagonski.
Elektroni u metalu ne miruju, već se gibaju po kvantnim zakonitostima prelazeći s atoma na atom. Brzina tog gibanja nije ni u kakvoj vezi s temperaturom, jer se ono zbiva i na temperaturi apsolutne nule, gdje prestaju sva druga termička gibanja. U odsutnosti vanjskog električnog polja, elektroni se gibaju nasumce poput čestica kod toplinskog gibanja (Brownovo gibanje), što je ujedno i jedina sličnost tih dvaju gibanja. Brzina čestica kod toplinskog gibanja ovisi o temperaturi, dok brzina gibanja slobodnih elektrona u metalu nema ničeg zajedničkog s temperaturom; to se očituje time da toplinsko gibanje prestaje pri temperaturi apsolutne nule, dok se gibanje slobodnih elektrona ne zaustavlja, kao što se ne može zaustaviti ni gibanje elektrona u individualnom atomu ili molekuli.
Kinetička energija elektrona u metalu je oko sto puta veća od kinetičke energije molekula običnog plina (npr. kisika, dušika itd.) kod iste temperature. Jasno je, da uz takve odnose temperatura ne može bitno utjecati na kinetičku energiju gibanja elektrona. Ovisnost energije gibanja elektrona o temperature počinje se očitovati tek negdje pri temperaturama sto puta višim od sobne.